# Ruinen (Film)
Ruinen (Originaltitel The Ruins) ist ein US-amerikanischer Horrorfilm aus dem Jahr 2008. Die Romanvorlage Dickicht sowie das Drehbuch stammen von Scott Smith. Dieser erhielt bereits für die Adaption seines ersten Romans Ein einfacher Plan eine Oscarnominierung. Der Film startete am 26. Juni 2008 in den deutschen Kinos.

## Handlung
Die vier amerikanischen Touristen Jeff, Amy, Eric und Stacy machen Urlaub im mexikanischen Cancún. Dort lernen sie den Deutschen Mathias kennen, der auf der Suche nach seinem Bruder, Heinrich, ist. Dieser hat sich auf den Weg zu einer Maya-Ausgrabungsstätte begeben. Die vier Amerikaner willigen ein, Mathias bei der Suche zu helfen. Gemeinsam mit dem Griechen Dimitri machen sie sich auf den Weg. Als sie zu einer alten Maya-Ruine kommen, wird ihnen der Rückweg von Mayas versperrt und dabei der Grieche von diesen getötet. Die Fünf werden von den Mayas genötigt auf den pyramidenförmigen Tempel zu steigen und sind gezwungen, an Ort und Stelle zu übernachten. Sie entdecken die Leiche von Heinrich, welche von einer Ranke umschlungen ist. Aus dem Loch mitten auf dem Tempel hören sie den Klingelton von Heinrichs Handy. Mathias will es holen und lässt sich dazu an einem Seil herunter; doch es reißt und er bricht sich bei dem tiefen Sturz den Rücken. Auch Stacy verletzt sich bei der Rettung von Mathias am Knie.
Amy ist verzweifelt und will fliehen, doch Jeff kann sie davon abhalten. Am Fuße des Tempels bewirft sie aus Wut die Mayas – welche die fünf Freunde weiterhin drakonisch belagern und bewachen – mit einer der Pflanzen. Sie trifft einen kleinen Jungen, der daraufhin von den Mayas erschossen wird. Jeff beginnt zu ahnen, dass die Mayas einzig und allein die Pflanzen fürchten.
Als Stacy am nächsten Tag aufwacht, bemerkt sie, dass eine Pflanze in ihre Wunde am Bein hineinwächst. Ähnlich ergeht es Mathias. Erneut ertönt das Klingeln von Heinrichs Handy aus dem Loch, und Stacy und Amy begeben sich hinunter, um es zu bergen. Was sie allerdings finden, ist die Leiche von Heinrichs Freundin, die in ihrer Hand ein defektes Handy hält. Erschrocken müssen die beiden feststellen, dass es die Pflanzen sind, deren Blüten den Klingelton imitiert haben. Jeff beschließt die Beine von Mathias zu amputieren, da er glaubt, dieser überlebe den Tag sonst nicht. Mathias übersteht zwar die Amputation, wird am Abend aber von den Pflanzen getötet.
Stacy indes fühlt in ihrem Körper die Pflanze und möchte sie mit einem Messer herausschneiden. Jeff schneidet einige der Ranken aus ihrem Körper, doch Stacy bemerkt sie auch in ihrem Bein und ihrem Kopf. Am frühen Morgen finden die Freunde Stacy verstümmelt und blutüberströmt vor dem Zelt. Sie bemerken, dass die Pflanzen auch menschliche Töne nachahmen können und Stacy in den Wahnsinn treiben. Als Jeff und ihr Freund Eric sie davon abhalten wollen, sich noch mehr zu verstümmeln, schneidet sie aus Panik Jeff in die Hand und sticht Eric das Messer in die Brust, woraufhin dieser stirbt. Aufgrund ihrer schweren Verletzungen und des Tötens ihres Freundes will auch Stacy sterben. Dieser „Wunsch“ wird ihr durch Jeff erfüllt.
Zuletzt versucht Jeff mithilfe eines Ablenkungsmanövers, Amy die Flucht zu ermöglichen. Amy gelingt es zu fliehen – Jeff wird jedoch von den Mayas getötet. Amy erreicht nach der Verfolgung durch den Dschungel den Jeep und fährt davon. In der letzten Szene stirbt sie, denn die Pflanze hatte mittlerweile auch sie erreicht und sich in ihr Gehirn gebohrt, sodass die Bemühungen des Todesqualen leidenden Jeffs, der am Ende erschossen wird, vergebens sind.
In der letzten Szene erreichen zwei Freunde Dimitris den Tempel, um nach ihm zu suchen.

### Alternative Enden
Im alternativen Ende der DVD trägt Amy die Pflanze in sich, als sie mit dem Jeep flieht. In der nächsten Szene sieht man, wie ein Friedhofsgärtner nach getaner Arbeit ein Lied pfeift. Er bemerkt, dass jemand versucht dieses Lied zu imitieren und entdeckt, dass diese Töne von den roten Blüten einer Pflanze kommen, die auf einem Grab wächst. Beim Näherzoomen erkennt man, dass es sich dabei um Amys Grab handelt. Als der Friedhofsgärtner sich neugierig über die Pflanze beugt und diese berührt, bricht der Film mit einem unangenehmen Ton ab. Ein offenes Ende, mit Betonung darauf, dass die Pflanzen aus dem abgelegenen Ort im Dschungel in die Zivilisation gebracht wurden.
Im Ende der Version auf dem Streaming-Dienst Netflix fehlt die Szene, in der Amy stirbt bzw. ein Hinweis auf ihren Tod. Sie fährt mit dem Jeep davon und Dimitris Freunde erreichen den Tempel.

## Kritiken
Ruinen erhielt ein verhaltenes Presseecho, was sich auch in den Auswertungen US-amerikanischer Aggregatoren widerspiegelt. So erfasst Rotten Tomatoes ähnlich viele wohlwollende wie kritische Besprechungen und ordnet den Film dementsprechend als „Gammelig“ ein. Laut Metacritic fallen die Bewertungen im Mittel „Durchwachsen oder Durchschnittlich“ aus.
Während Kirk Honeycutt im Hollywood Reporter die Prämisse als „albern“ bezeichnete, lobte James Berardinelli ihn als „good psychological horror“.
Dennis Harvey resümierte in der Variety, dass der Film die psychologische Tiefe seiner literarischen Vorlage vermissen lasse und im Wesentlichen als Routine daherkomme. Er lobte die technischen und gestalterischen Aspekte des Filmes, von Darius Khondjis Kameraarbeit bis zu Graeme Revells Filmmusik.
Der Schriftsteller Stephen King schrieb zu dem Film, er sei „nicht ganz so unheimlich wie das Buch – auch wenn das Gefühl der Bestürzung und Unruhe wächst, sobald man als Zuschauer zu spüren beginnt, das niemand entkommen wird.“ Seiner Meinung nach würde er sich „an Halloween gut in einer Doppelvorstellung mit Snyders Remake von Dawn of the Dead machen.“

## Entstehung und Veröffentlichung
Ruinen stellt das Spielfilmdebüt von Carter Smith dar, der bis dahin vor allem als Modefotograf und Regisseur von Werbespots tätig war. Gedreht wurde der Film an verschiedenen Orten im australischen Bundesstaat Queensland.
Der Film spielte in den Vereinigten Staaten am Eröffnungswochenende rund 8 Millionen US-Dollar ein und landete damit auf dem fünften Platz der Kinocharts. Insgesamt spielte er in den Kinos der USA 17 Millionen Dollar ein. Im Rest der Welt spielte der Film etwa 4,7 Millionen Dollar ein und kam auf ein weltweites Einspielergebnis von 22 Millionen US-Dollar bei einem Budget von 8 Millionen US-Dollar.